# Eudendrium lineale
Eudendrium lineale är en nässeldjursart som beskrevs av Yamada 1954. Eudendrium lineale ingår i släktet Eudendrium och familjen Eudendriidae. Inga underarter finns listade i Catalogue of Life.